# Droga wojewódzka 340
Die Droga wojewódzka 340 (DW 340) ist eine 80 Kilometer lange Droga wojewódzka (Woiwodschaftsstraße) in der polnischen Woiwodschaft Niederschlesien, die Oleśnica mit Ścinawa verbindet. Die Straße liegt im Powiat Oleśnicki, im Powiat Trzebnicki, im Powiat Wołowski, und im Powiat Lubiński. Der Abschnitt von Oleśnica nach Trzebnica führt auf einem interessanten, aber gefährlichen Weg durch das Katzengebirge. Auf den Hügeln und den scharfen Kurven kommt es öfters zu Straßenverkehrsunfällen.  Von Wołów nach Wodnica verläuft die Strecke im Nationalpark Krajobrazowy Dolina Jezierzycy.